# Banderillas negras
Las banderillas negras, o de castigo, son un instrumento empleado en Tauromaquia y reciben este nombre por estar decoradas con papelillos de color negro a lo largo de todo el palo. Según De la Torre, estas banderillas son también denominadas como "banderillas viudas", por "el luto de los papelillos que la decoran".

## Precedentes de las "banderillas de castigo"

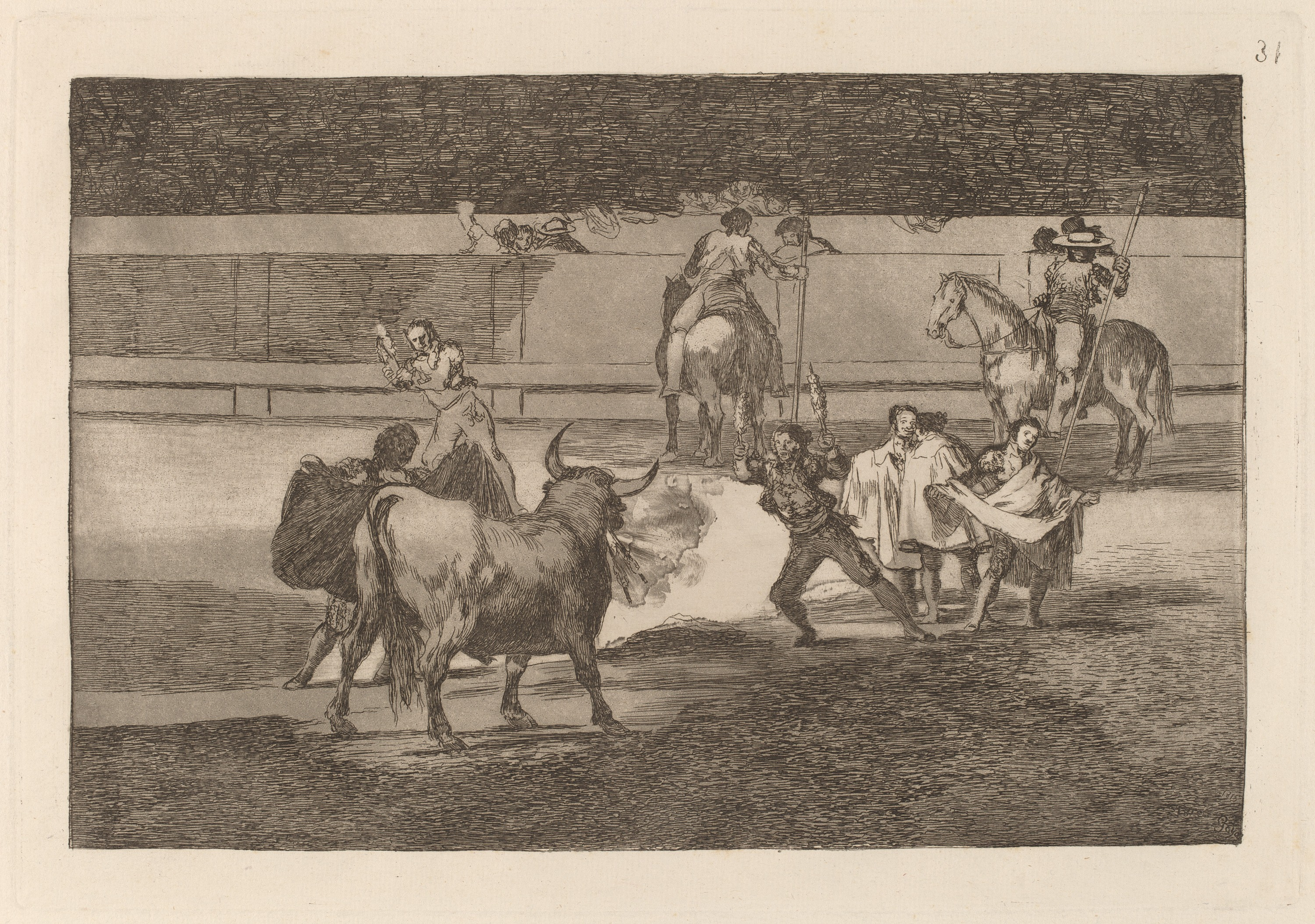
Grabado "Banderillas de fuego", de la serie La tauromaquia (1814-1816), de Francisco de Goya

Tal y como establece la Real Academia Española, las banderillas negras actúan como sustituto de las antiguas banderillas calientes o de fogueo. Este tipo de banderillas, según Nieto Manjón, "estaban guarnecidas de petardos que estallaban al clavárselas al toro", y fueron una práctica tradicional dentro de la lidia al menos desde el siglo XVIII, como se vería a través de los grabados de Francisco de Goya La tauromaquia (1814-1816). Sin embargo, este tipo de castigos fueron inicialmente suprimidos en el primer tercio del siglo XX, por Real Decreto de 13 de junio de 1928 y, de forma definitiva, por Orden ministerial de 17 de marzo de 1950. En 1978, el empresario Agustín García Calleja propuso rehabilitar el "fogueo" a los toros cuando se acusara su mansedumbre, ya que en su opinión —como también en la de algunos aficionados— el uso de las banderillas negras resultaba ineficaz para encelar a los toros, aunque nunca llegó a rehabilitarse su uso.

A su vez, las banderillas de fuego venían a sustituir a una práctica anterior, como la de echar perros a los toros. La costumbre era que, en caso de no poder dar muerte a los toros mansos, se diera suelta a una jauría de perros alanos para que sujetaran al animal. El 9 de septiembre de 1860, en Barcelona, por orden de la autoridad quedaron suprimidos los perros y, en su lugar, se emplearon banderillas de fuego. Así, la última fecha en la que este tipo de "suerte" tuvo lugar fue el 13 de abril de 1883 en la Plaza de toros de Sevilla: según la orden del Excelentísimo señor gobernador civil de la Provincia, quedaron prohibidos los perros de presa en las corridas. Isidoro Amorós-Manso da cuenta en la revista El Ruedo de cómo tenía lugar este hecho: 
En aquellos remotos tiempos, cuando los cornudos no entraban a los picadores, por efecto de su mansedumbre, se les echaban los perros, de antemano preparados, que en muchas ocasiones hacían, figurando en último lugar, el paseo con las cuadrillas. Generalmente se los soltaba por tandas de tres, renovándose los inutilizados. hasta conseguir sujetar al toro, haciendo presa en las orejas y en otras partes del cuerpo. En este preciso momento llegaba el puntillero, provisto de un estoque, y colocándose detrás del astado le hería traidoramente en las costillas, rematándole finalmente con la puntilla.

## Uso actual
En la actualidad el uso de este tipo de rehiletes no es frecuente en la plaza de toros y su uso está limitado para casos muy concretos dentro de la lidia. Así, según la normativa vigente, el uso de las banderillas de castigo se empleará en aquellos en los que "debido a su mansedumbre una res no pudiera ser picada en la forma prevista”. En este supuesto, el presidente de la plaza mostrará un pañuelo rojo para indicar el uso de las referidas banderillas,
El uso del pañuelo de color rojo para las banderillas negras se remite al mismo indicativo de color que se utilizaban en las presidencias de las plazas de toros desde, al menos, finales del siglo XIX. De esta manera, en el Reglamento de la Plaza de Toros de Granada de 1880 - artículo 31, sexto - se establece que el presidente del festejo deberá mostrar un pañuelo rojo para "que se coloquen á la res banderillas de fuego".
Tal y como manifiesta el periodista Fernando Fernández Román, emplear las banderillas negras —"condenar a banderillas negras" en el argot taurino— en un toro determinado supone una "infamante condena que certifica el desdoro de la ganadería".
 

El origen de las banderillas negras se remonta, al menos, al año 1950; como sustitución de las antiguas banderillas de fuego o de fogueo. Sin embargo, su regulación no aparece registrada hasta el Reglamento de Espectáculos Taurinos de 1962, cuando se introduce su definición y forma. Desde entonces las nuevas normativas, tanto nacionales como autonómicas, han mantenido el tenor literal y características de este tipo de garapullos: 
En las banderillas negras o de castigo, el arpón, en su parte visible, tendrá una longitud de ocho centímetros y un ancho de seis milímetros. La parte del arpón de la que sale el arponcillo será de 61 milímetros, con un ancho de 20, y la separación entre el terminal del arponcillo y el cuerpo del arpón será de 12 milímetros. Las banderillas negras tendrán el palo con una funda de color negro con una franja en blanco de siete centímetros en su parte media.
En 2017, el Consejo de Asuntos Taurinos de Andalucía inició los trámites para la reforma y actualización del reglamento taurino autonómico. Entre las propuestas se encontraba la supresión de la figura de las banderillas negras y su sustitución, en su caso, por un cuarto par de banderillas. Sin embargo, esta medida no prosperó al no contar con el beneplácito de los ganaderos y tampoco de los profesionales del sector.

## Toros célebres "condenados" a banderillas negras
- Un toro , número 42, negro, de la ganadería de Jandilla, lidiado por Curro Romero en la Plaza de toros de Sevilla el 11 de abril de 1989.[13]
- Caraestrecha, n.º 8, negro salpicado, de la ganadería de Cortijoliva, lidiado por José Miguel Arroyo Delgado, Joselito, en Las Ventas el 2 de mayo de 1996[14]
- Cazarrata, n.° 45, cárdeno bragado meano, de 503 kg de la ganadería de Saltillo, lidiado por Francisco Javier Sánchez Vara en Las Ventas el 31 de mayo de 2016.[15]
- Lamento, n.º 57, negro, de 568 kg, de la ganadería de Celestino Cuadri, lidiado por Jonathan Blázquez "Varea" en la Plaza de toros de Valencia el 28 de julio de 2018.[16]
- Rio de amor, n.° 180, cárdeno claro, veleto, con 507 kilos, de la ganadería de Begoña, lidiado por Luis David Adame en la Plaza México el 12 de diciembre de 2019.[17]
- Andaluz, n.º 182, negro listón salpicado, con 587 kg ,de la ganadería Toros de Cortés, lidiado por Paco Ureña, en Las Ventas el 6 de octubre de 2023[18][19]